# Gommern (Heidenau)
Gommern ist ein Ortsteil der Stadt Heidenau im Landkreis Sächsische Schweiz-Osterzgebirge, Sachsen.

## Geographie

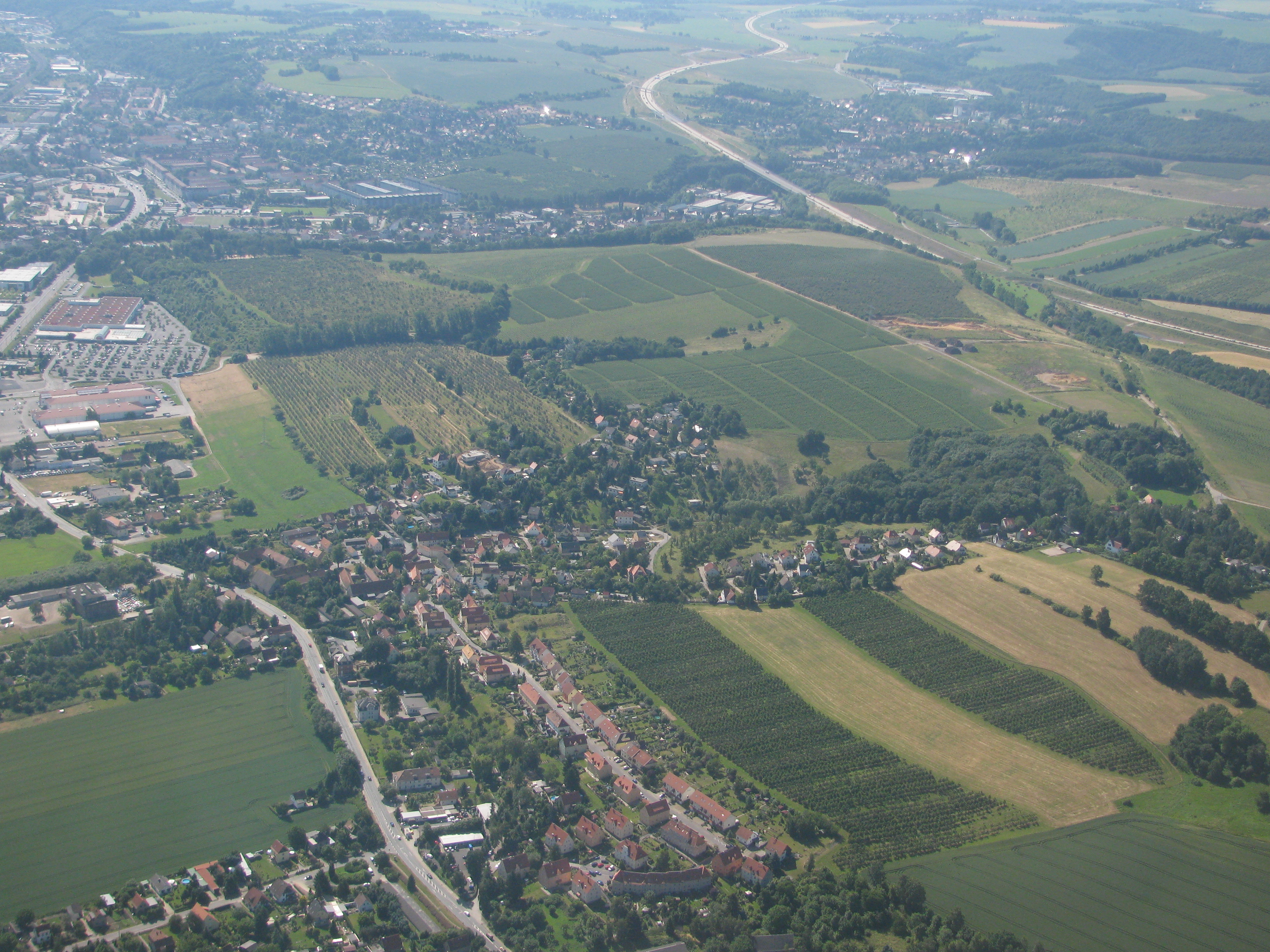
Gommern und dahinter die Meuschaer Höhe aus der Vogelperspektive

Gommern liegt im Westen der Stadt Heidenau. Es befindet sich am Südrand des Elbtalkessels. Das Gelände steigt nach Süden bis zu der höchsten Erhebung der Gommerner Flur, dem 208 m ü. NN hohen Lugberg, an. Hier grenzt Gommern auf wenigen Metern an den Stadtteil Wölkau. Der Ortskern Gommerns, der Dorfplatz, ist knapp drei Kilometer von der Elbe entfernt. Im Südosten reicht die Gemarkung Gommern in Höhe Erlichtmühle bis zur Müglitz. Die westliche und nördliche Flurgrenze Gommerns ist gleichzeitig die Stadtgrenze zwischen Heidenau und der Landeshauptstadt Dresden. Dort grenzt Gommern an die Dresdner Stadtteile Kleinluga, Großluga und Sporbitz an. Die nordöstliche Flurgrenze zum benachbarten Heidenauer Stadtteil Mügeln verläuft im Norden zunächst entlang der Bahnstrecke Dresden–Děčín, dann entlang des südlichen Teils der Rudolf-Breitscheid-Straße und des Gommerschen Weges bis hin zur Erlichtmühle. Die südliche Flurgrenze ist zwischen Albert-Schwarz-Bad und Lugberg identisch mit der Stadtgrenze zwischen Heidenau und Dohna. Benachbarter Ort im Süden war in früherer Zeit Meuscha, das heute eine Wüstung ist.
Der Stadtteil Gommern besteht neben dem Dorfkern aus mehreren Kleinsiedlungen, unter anderem an der Lugturm-, Garten-, Rudolf-Breitscheid- sowie Sporbitzer Straße. Nordöstlich der Rudolf-Breitscheid-Straße haben sich entlang der Bahnstrecke Industrie und Gewerbe angesiedelt. Im äußersten Südosten verläuft auch ein Abschnitt der Müglitztalbahn durch Gommerner Flur. Die nächsten Eisenbahnhaltepunkte sind Dresden-Zschachwitz nördlich und der Bahnhof Heidenau östlich Gommerns. Eine direkte ÖPNV-Anbindung besteht durch die Buslinie H/S des vom RVSOE betriebenen Pirnaer Nahverkehrs. Wichtigste Straße im Stadtteil ist die Staatsstraße 172. Sie verläuft in Gommern über die Großlugaer, die Güterbahnhof- sowie die Hauptstraße. Dort liegt auch das Heidenauer Einkaufszentrum. Die Bundesautobahn 17 führt unweit südlich an Gommern vorbei. Die nächste Anschlussstelle ist Heidenau und liegt zwei Kilometer westlich.

## Geschichte

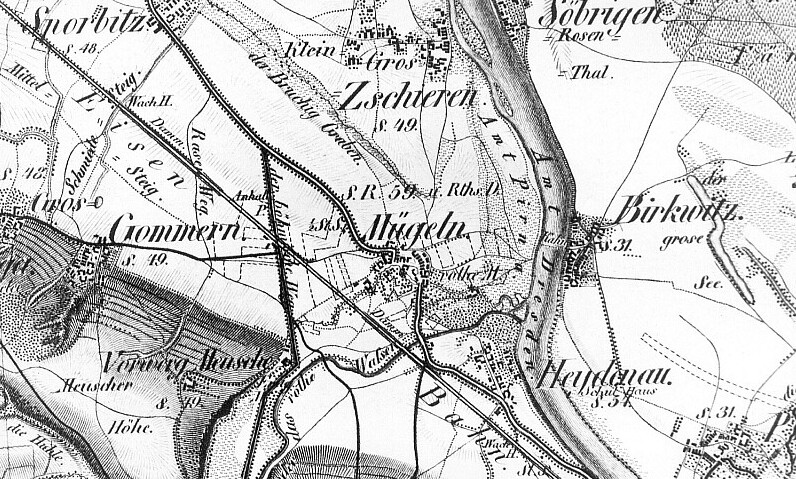
Gommern auf einer Karte aus dem 19. Jahrhundert

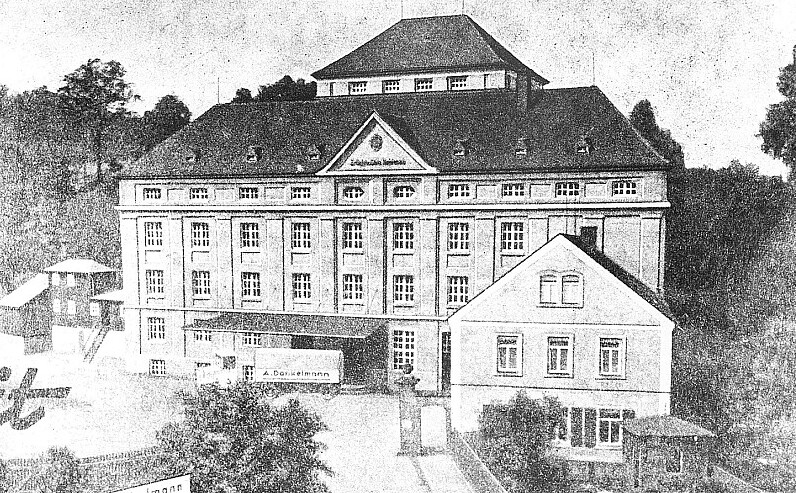
Erlichtmühle in Gommern, um 1938

Die dem Ortsnamen zugrundeliegende altsorbische Urform dürfte *Komeŕane lauten. Sie geht auf das Lehnwort „komora“ zurück, das dem deutschen Wort „Kammer“ entspricht. Der Ortsname bedeutet somit „Siedlung der Untertanen der herzoglichen Kammer“. Nicht auszuschließen ist daneben die Grundform *Komaŕno, die auf *komor („Mücke“) zurückgeht und „Mückenort“ bedeutet (vgl. Komáří hůrka/Mückenberg). Erstmals erwähnt wurde der Ortsname 1206 als Bestandteil des Personennamens „F[ridericus] de Komeram“. Historiker nehmen deshalb an, dass sich zu dieser Zeit ein Herrensitz im Ort befand. In den folgenden Jahrhunderten waren vielfältige Schreibweisen in Gebrauch, darunter „Kameran“, „Komerel“, „Gummeran“, „Gommerelle“, „Kommereln“ und „Gommerlein“. Als „Gommern“ wird der Ort unter anderem 1511 und 1791 erwähnt.
Gommern entstand als Doppel-Rundweiler und war von einer 201 Hektar großen Gewannflur umgeben. Eingepfarrt war der Ort jahrhundertelang nach Dohna in die Marienkirche, seit 1899 dann nach Mügeln. Die Grundherrschaft übte 1551 Melchior von Korbitz als Besitzer des Rittergutes in Meusegast aus, ab dem 17. Jahrhundert dann die Besitzer des Rittergutes Gamig. Die Verwaltung des Ortes oblag 1445 der Pflege Dresden, 1473 der Pflege Dohna und 1497 der Pflege Pirna. Ab 1590 war das Amt Pirna und 1856 dann das Gerichtsamt Pirna zuständig. Auf Grundlage der Landgemeindeordnung von 1838 erlangte Gommern Selbstständigkeit als Landgemeinde. Diese war 1875 Teil der Amtshauptmannschaft Pirna. In den Jahren vor dem Ersten Weltkrieg wuchs der Ort zu einer Industriegemeinde heran. Am 1. April 1920 fusionierte Gommern mit Mügeln und Heidenau zur neuen Gemeinde Heidenau. In Gommern hat seit 1968 die 1914 in Leuben gegründete, auf Dahlien spezialisierte Gärtnerei Engelhardt ihren Sitz. Die 1418 erstmals erwähnte Erlichtmühle ist heute ein Wohn- und Geschäftszentrum.

### Einwohnerentwicklung
| Jahr | Einwohner                      |
| ---- | ------------------------------ |
| 1551 | 10 besessene Mann, 12 Inwohner |
| 1764 | 18 besessene Mann, 4 Häusler   |
| 1834 | 198                            |
| 1871 | 241                            |
| 1890 | 437                            |
| 1910 | 1718                           |
| 1925 | siehe Heidenau                 |